# Спорт в Дании
| Вид спорта                           | Человек (% от населения) |
| ------------------------------------ | ------------------------ |
| Футбол                               | 313,674 (5.7%)           |
| Гольф                                | 149,509 (2.7%)           |
| Водные виды спорта (плавание и т.д.) | 124,366 (2.3%)           |
| Гандбол                              | 121,953 (2.2%)           |
| Гимнастика                           | 112,251 (2.0%)           |
| Бадминтон                            | 100,508 (1.8%)           |
| Конный спорт                         | 78,508 (1.4%)            |
| Теннис                               | 59,880 (1.1%)            |
| Парусный спорт                       | 59,348 (1.1%)            |
| Стрельба                             | 52,540 (1.0%)            |

Спорт в Дании — один из наиболее востребованных населением страны видов деятельности. Национальным видом спорта в Дании является Футбол, где датчане добивались значительных успехов — становились чемпионами Европы и выходили в 1/4 финала чемпионата мира.
Другие популярные виды спорта в Дании — это гандбол, велосипедный спорт, парусный спорт, бадминтон, хоккей, плавание, а с недавнего времени и гольф.
Спорт преподаётся в школе, во всех крупных и большинстве мелких городов есть спортивные школы.
Национальный стадион — Паркен.

## Футбол

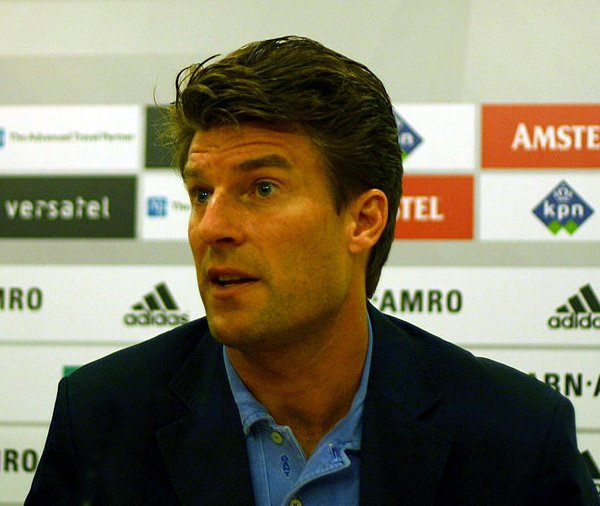
Микаэль Лаудруп, назван Футбольным союзом Дании лучшим датским футболистом

Футбол — самый популярный вид спорта в Дании. Официально зарегистрировано более 313 тысяч футболистов и более 1600 клубов. Сборная Дании достигла высоких результатов на Чемпионатах мира и Европы. Датчане шесть раз подряд (1984—2004) играли в финальных турнирах чемпионата Европы, а в 1992 году стали чемпионами Европы. В 1995 году выиграли Кубок конфедераций. В 1998 достигли 1/4 финала чемпионата мира по футболу.
Высшее место в рейтинге ФИФА — 3 было достигнуто в мае 1997 года, наивысшее место в рейтинге Эло — 1 (1912—1920).
В Таблице коэффициентов УЕФА датская суперлига занимает 15-е место.

## Гольф
В последние годы гольф стал очень популярным видом спорта в Дании. Более 180 школ открыто по всей стране.
Гольф в основном популярен среди старшего населения. Большинство игроков в гольф — спортсмены старше 24 лет.
Самый известный профессиональный гольфист Дании — Томас Бьёрн. Среди женщин самым успешным игроком в гольф является Ибен Тиннинг.

## Гандбол
В Дании лицензии гандболистов имеют более 146 000 спортсменов. Мужская и женская сборные Дании по гандболу достигли высоких результатов на международном уровне.
Женская сборная Дании по гандболу трижды становилась олимпийскими чемпионами, трижды выигрывала чемпионат Европы и один раз чемпионат мира в 1997 году.
Мужская сборная Дании по гандболу выиграла чемпионат Европы в 2008 году.

## Велосипедный спорт

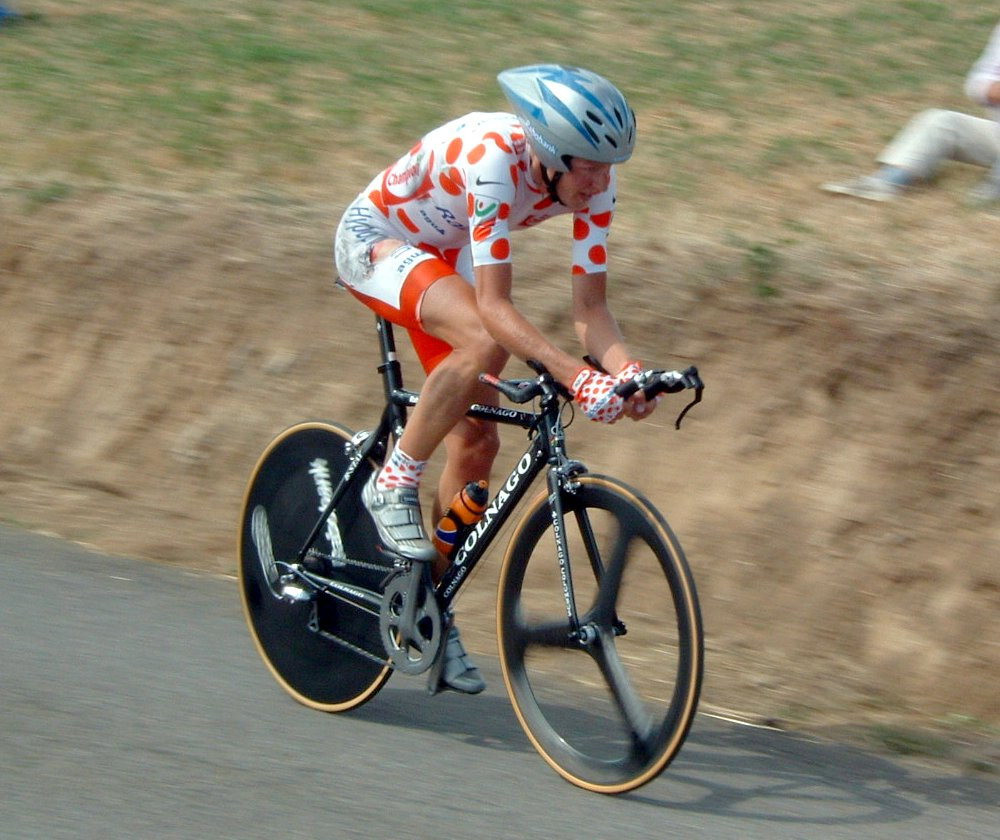
«Тур де Франс»—2005: Михаэль Расмуссен в майке «горного короля»

В последние годы в велосипедном спорт появилось много сильных спортсменов. Бьярне Рийс выиграл в 1996 году 
«Тур де Франс». Михаэль Расмуссен дважды в 2005 и в 2006 годах выигрывал звание «горного короля» в «Тур де Франс». Бьярне Рийс возглавляет датскую профессиональную шоссейную велосипедную команду — «Team Saxo Bank», в составе которой испанец Карлос Састре в 2008 году выиграл «Тур де Франс».
С велосипедным спортом связаны самые большие допинг-скандалы. Бьярне Рийс и некоторые другие велогонщики признались, что употребляли допинг или были как-то связаны с ним. Но, несмотря на негативное освещение, велоспорт весьма популярный вид спорта в Дании. В 2011 году в Копенгагене прошел Чемпионат мира по шоссейным велогонкам.

## Автоспорт
Небольшой процент датчан увлекается автоспортом. Единственный 9-кратный победитель престижной автогонки «24 часа Ле-Мана» — датчанин
Том Кристенсен. Один раз в 1990 году победителем гонки был Джон Нильсен.

## Мотоспорт
Датчане являются одной из ведущих стран в спидвее. В 2006 году датчане выиграли Командный чемпионат мира по спидвею, в 2007 — заняли второе место, отстав от Польши на 2 очка, в 2008, 2012, 2014 годах сборная Дании вновь становилась обладателем Командного Кубка мира. Чемпионами мира по спидвее в личном зачёте являются: Оле Ольсен, Эрик Гундерсен и Никки Педерсен— 3-кратные чемпионы, Ханс Нильсен — 4-кратный чемпион.
Эрик Гундерсен и Ханс Нильсен заняли первые два места в Гётеборге в 1984 году на чемпионате мира по спидвею. Следующие 5 пять первые два места на чемпионатах мира занимали датчане. С 1984 по 1989 год датчане Гундерсен и Нильсен выиграли 6 подряд чемпионатов мира.

## Регби
Регби в Дании появилось в 1950 году. В 1988 Дания вступила в IRB. Зарегистрировано более 3 000 игроков.

## Регбилиг
Регбилиг начинается набирать популярность в Дании после первой международной встречи 22 августа 2009 года против Норвегии.

## Бокс
В Дании родилось много известных боксёров:
- Миккел Кесслер — чемпион мира во 2-й средней (версия WBA, 2004—2007 и 2008;  версия WBC, 2006—2007) весовой категории;
- Джонни Бредаль — призёр чемпионата Европы, чемпион мира среди профессионалов по версиям ВБО (WBO) и ВБА (WBA);
- Брайан Нильсен — призёр Олимпийских игр и чемпионата Европы, в 2001 году провёл бой против Майка Тайсона.